# Ramaria neoformosa
Ramaria neoformosa är en svampart som beskrevs av R.H. Petersen 1976. Enligt Catalogue of Life ingår Ramaria neoformosa i släktet Ramaria,  och familjen Gomphaceae, men enligt Dyntaxa är tillhörigheten istället släktet Ramaria,  och familjen Ramariaceae. Arten är reproducerande i Sverige. Inga underarter finns listade i Catalogue of Life.